# Maarten Bos
Maarten Bos (Paramaribo, 22 december 1916 − Heerde, 7 juni 2004) was een Nederlands hoogleraar Volkenrecht.

## Biografie
Bos studeerde rechten te Utrecht en promoveerde te Leiden op 11 juli 1951 met het proefschrift De procesvoorwaarden in het volkenrecht, dat hij zelf later vertaalde in het Frans. Daarna was hij als jurist verbonden aan de Verenigde Naties te New York. Op 18 april 1958 werd hij benoemd tot hoogleraar Volkenrecht aan zijn alma mater per 16 september 1958. Hij inaugureerde op 26 januari 1959 met de rede Rondom de codificatie van het volkenrecht. Hij voerde de redactie van verschillende bundels (zoals The present state of international law and other essays. Written in honour of the centenary celebration of the International Law Association 1873-1973 en The International Law Institute, University of Utrecht. Speeches made on 16 March 1982 in the Senate Hall of the University in commemoration of the founding of the Institute on 1 January 1955) of reeksen (zoals Nova et vetera iuris gentium. Publications of the Institute for International Law of the University of Utrecht) op zijn vakgebied, en gaf er ook adviezen over. Hij schreef levensberichten over collega prof. jhr. mr. Haro van Panhuys (1916-1976) en zijn voorganger prof. dr. Jan Hendrik Willem Verzijl (1888-1987).  Hij ging per 1 augustus 1984 met emeritaat en hield zijn afscheidsrede, met de titel Objectief volkenrecht, op 25 januari 1985. Hij kreeg daarna een liber amicorum aangeboden. Hij verzorgde op zijn beurt mede het Liber amicorum for the Rt. Hon. Lord Wilberforce in 1987.
Bos was lid van de Nederlandse Vereniging voor Internationaal Recht, voorzitter van de International Law Association (1959-1972), lid van de Royal Commission for the Reform of the Relations between the Netherlands, Surinam and the Netherlands Antilles (1972-1975) en van het Institut de Droit International (vanaf 1979).
Na zijn emeritaat hield Bos zich onder andere met oude genealogie bezig en publiceerde in 1995 de studie over Het Stichts-Hollands geslacht Van den Bosch.
Bos was oudste kind en zoon van Isaäc Bos (1890-1980) die op 16 maart 1916 te Rotterdam trouwde met de zeven jaar oudere Pieternelletje Maria Susanna van de Wetering (1883-1965), en hij werd vernoemd naar zijn grootvader, de smid Maarten Bos. Hij was in eerste echt getrouwd met Manon Françoise Lalive d'Epinay (†1978) met wie hij drie zonen kreeg. Hij hertrouwde in 1980 met de arts Johanna Cornelia barones van der Feltz (1933-2020), telg uit het geslacht Van der Feltz. Prof. mr. M. Bos overleed in 2004 op 87-jarige leeftijd.